# RuPaul

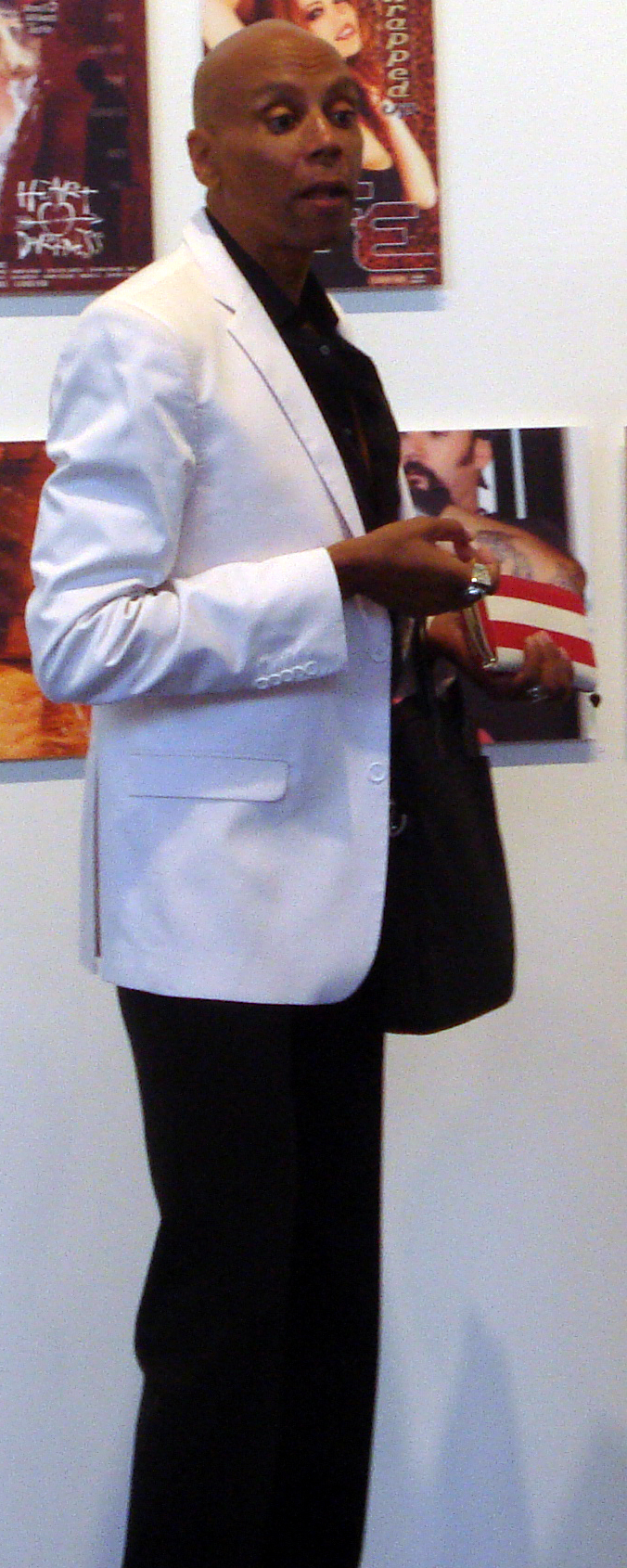
RuPaul bez charakteryzacji

RuPaul Andre Charles (ur. 17 listopada 1960 w San Diego) – amerykański piosenkarz, autor tekstów do utworów, aktor, drag queen, model i blogger pochodzenia afroamerykańskiego ze strony ojca oraz francuskiego i szwajcarsko-niemieckiego ze strony matki. 
Ze wzrostem 193 cm przy użyciu blond peruki ukazał nowe oblicze drag w amerykańskiej sztuce ludowej. W latach 90. jako diva klubowa został okrzyknięty przez DJ-ów nowojorską „królową Manhattanu”. Pierwsza drag queen w historii, która w 2018 otrzymała gwiazdę na słynnej Alei Gwiazd w Los Angeles.

## Życiorys

### Rodzina i edukacja
Urodził się jako RuPaul Andre Charles w San Diego w Kalifornii jako syn Ernestine „Toni” Charles (z domu Fontenet lub Fontenette) i Irvinga Andrew Charlesa; matka była sekretarką, ojciec pracował w fabryce samolotów McDonnell Douglas. Po rozwodzie rodziców w 1967 wychowywał się tylko wśród kobiet – matki i sióstr: starszych bliźniaczek – Renae Ann Charles i Renetty Ann Charles (ur. 18 października 1953) oraz młodszej Rosalind Annette Charles (ur. 28 czerwca 1962).
Ukończył szkołę średnią General Educational Development. Uczył się w San Diego Community College i Northside School of Performing Arts. Ukończył kurs fotografii w South Fulton County Vocational School.

### Kariera
W wieku czterech lat zafascynował się artystkami, takimi jak Diana Ross, Jane Fonda, Tina Turner, Carol Burnett i LaWanda Page, które naśladował w domu. Był fanem filmu Cleopatra Jones z Tamarą Dobson w tytułowej roli. W 1972 wystąpił z dziecięcym teatrem z San Diego. Jako nastolatek przeniósł się z siostrą Renettą do Atlanty. Dorabiał, rozdając ulotki w pobliżu teatrów i pracując w zakładzie samochodowym swojego szwagra, Geralda. W czasu studiów na wydziale sztuk pięknych zagrał drag queen „Quennie” w spektaklu Tennessee Williamsa Camino Real w reżyserii Billy’ego Panella.
Założył zespół RuPaul and the U-Hauls, z którym występował w klubach (m.in. 40 Watts Club w Athens, Club 688 w Atlancie i Pyramid Club w Nowym Jorku) oraz w programie The American Music Show nadawanym przez stację telewizyjną People TV. Dorabiał, pracując jako woźny w centrum konferencyjnym w lofcie przy North Druid Hills Road. Współtworzył zespół Wee Wee Pole, z którym koncertował w klubach, często jako support zespołu The Now Explosion. Z zespołem nagrał trzy single – „Ernestine’s Rap”, „In My Neighborhood” i „Tarzan”, a następnie rozwiązał grupę w związku z brakiem kontraktu płytowego. W 1984 był wolontariuszem podczas przeglądu New Music Seminar w Nowym Jorku.
W latach 80. zaczął występować jako drag queen z solowym programem rewiowym w klubach w Atlancie i Nowym Jorku. Występował także jako tancerz na rurze w nowojorskich klubach. Wcielił się w Riff Raffa w spektaklu The Rocky Horror Show wystawianym w atlanckim teatrze, w którym następnie zagrał w sztuce The Shaggy Dog Animation. W 1985, podpisawszy kontrakt z wytwórnią płytową Funtone, wydał epkę pt. Sex Freak i zagrał jedną z ról w niskobudżetowym filmie Toma Zarillego The Real Thing (1985). Występował podczas cotygodniowej imprezy klubowej „La Palace de Beauté” w Nowym Jorku. Do końca lat 80. podjął jeszcze kilka działań artystycznych: wydał album pt. RuPaul Is Star Booty (1986), zagrał główną rolę w niskobudżetowej trylogii Jona Witherspoona RuPaul Is: Starbooty! (1987), zajął drugie miejsce w telewizyjnym konkursie talentów The Gong Show (1987) i wystąpił w teledysku do piosenki zespołu The B-52’s „Love Shack” (1989).
W latach 90. nagrał kilka dem muzycznych, a jednym z nich zainteresował przedstawicieli wytwórni Tommy Boy Records, z którymi wkrótce podpisał kontrakt. W nowej wytwórni zadebiutował w 1992 singlem „Supermodel (You Better Work)”, a za teledysk do piosenki był nominowany do MTV Video Music Awards. Utworem promował swój album pt. Supermodel of the World (1993), który zyskał popularność. W 1993 był bohaterem jednego z odcinków programu You Had to Be There w MTV. Wystąpił w kampanii przemysłu kosmetycznego M.A.C.. W 1994 w duecie z Eltonem Johnem nagrał nową wersję jego utworu „Don’t Go Breaking My Heart” i poprowadził 14. galę rozdania Brit Awards. Poza tym w latach 90. zagrał w kilku filmach: Crooklyn (1993) Spike’a Lee, Brooklyn Boogie (1995) Wayne’a Wanga i Paula Austera, Ślicznotki (1995) i Ścigani (1996). W 1996 wydał album pt. Foxy Lady (1996), który zyskał popularność w USA. W 1997 wydał swój pierwszy świąteczny album w karierze. W 1999 otrzymał GLAAD Media Awards. W 2004 wydał niezależnie od własnej Dapple, Inc. album pt. Red Hot z coverem utworu Depeche Mode „People Are People” w duecie z Tomem Trujillo. Był współreżyserem dwóch produkcji gejowskich Lucas Entertainment: wspólnie z Michaelem Lucasem Filming Bruce Beckham (2004) i Encounters: The Heat of the Moment (2006).
Został rzecznikiem firmy odpowiedzialnym za koordynację funduszu MAC w celu walki z AIDS.
Od 2009 prowadzi autorski talent show RuPaul’s Drag Race, za co w latach 2016–2019 otrzymał cztery nagrody Emmy dla najlepszego prowadzącego program reality show, a sam program w 2010 został nagrodzony GLAAD Media Awards i NewNowNext Awards.
W 2016 wydał album pt. Butch Queen, z którym zadebiutował na trzecim miejscu listy przebojów listy Billboard Dance.

### Życie prywatne
Od 2017 jest zamężny z australijskim hodowcą bydła Georgesem LeBarem.

## Dyskografia
- 1985: Sex Freak
- 1986: RuPaul Is: Starbooty!
- 1993: Supermodel of the World (nr 109 w notowaniu Billboard Hot 200)
- 1996: Foxy Lady
- 1997: Ho, Ho, Ho
- 1998: RuPaul’s Go Go Box Classics
- 2004: Red Hot
- 2006: ReWorked
- 2007: Starrbooty: Original Motion Picture Soundtrack
- 2009: Champion
- 2010: Drag Race
- 2011: Glamazon
- 2013: Peanut Butter
- 2014: RuPaul Presents the CoverGurlz
- 2014: Born Naked
- 2015: RuPaul Presents CoverGurlz 2
- 2015: Realness
- 2015: Stay Belles
- 2016: Butch Queen
- 2017: American
- 2018: Christmas Party
- 2019: Queen of Queens

## Filmografia

### Filmy
- 1999: Cheerleaderka (But I'm a Cheerleader)
- 2001: Who Is Cletis Tout? (Paparazzi)
- 2000: Najszczęśliwsi geje pod słońcem (Rick & Steve: The Happiest Gay Couple in All the World)
- 2008: Another Gay Sequel: Gays Gone Wild
- 2017: Hurricane Bianca

### Telewizja
- 2009–teraz: RuPaul’s Drag Race
- 2010-2012: RuPaul’s Drag U
- 2012, 2016, 2018: RuPaul’s All Stars Drag Race
- 2019: Grace and Frankie 5 (Benjamin Le Day)
- 2019–teraz: RuPaul's Drag Race: Za kulisami
- 2020: AJ and the Queen